# Parafia św. Katarzyny w Słupi Kapitulnej
Parafia pw. św. Katarzyny w Słupi Kapitulnej – parafia rzymskokatolicka przynależąca do dekanatu rawickiego archidiecezji poznańskiej. Erygowana najprawdopodobniej w XIII wieku przez kapitułę gnieźnieńską (stąd nazwa miejscowości). Kościół parafialny murowany, wzniesiony w latach w 1843-1851 na miejscu poprzedniej drewnianej świątyni. Od 1 sierpnia 2023 roku proboszczem parafii jest ks. Tomasz Matuszak.   